# Paramelomys moncktoni
Paramelomys moncktoni — вид гризунів родини мишевих. Зустрічається тільки в Папуа-Новій Гвінеї. Вид мешкає в низинах на північному сході та південному сході країни. Мешкає у вологих тропічних лісах. Зустрічається на висоті 700 метрів. Попри те, що велика частина середовища проживання, де він живе, пошкоджена, він добре виживає в порушених районах, і, як наслідок, вважається, що ризик зникнення є низьким.